# Ophioneroides granum
Ophioneroides granum is een slangster uit de familie Ophionereididae.
De wetenschappelijke naam van de soort werd in 1978 gepubliceerd door Gustave Cherbonnier & Alain Guille.